# Mahoning County
Mahoning County är ett administrativt område i delstaten Ohio, USA, med 238 823
invånare (2010). Den administrativa huvudorten (county seat) är Youngstown. 

## Geografi
Enligt United States Census Bureau har countyt en total area på 1 101 km². 1 066 km² av den arean är land och 35 km² är vatten.    

### Angränsande countyn
- Trumbull County - norr
- Mercer County, Pennsylvania - nordost
- Lawrence County, Pennsylvania - öst
- Columbiana County - söder
- Stark County - sydväst
- Portage County - nordväst